# Siñeriz Shopping
Siñeriz Shopping es el primer centro comercial de la ciudad de Rivera, Uruguay,  en la frontera con Brasil. Uno de los socios inversores es el Siñeriz Free Shop, una tienda libre de impuestos de 6.000 metros cuadrados. Tata es la tienda ancla del shopping. Además del supermercado y el free shop, este centro comercial cuenta con una plaza de comidas, un cine y algunos locales comerciales de variado estilo.